# Character large object
Le type CLOB ou character large object est un type de donnée permettant le stockage de données en volume important à base de caractères (pas comme le BLOB) dans le champ d'une table d'une base de données.